# Адансония за
Адансония за, или Баобаб за (лат. Adansonia za) — вид деревьев из рода Адансония семейства Мальвовые. Эндемик северо-запада Мадагаскара.
Встречается на западе Мадагаскара в провинциях Махадзанга, Анциранана и Тулиара.
Плоды, семена и масло данного вида можно употреблять в пищу. Растение используют в народной медицине, а из волокон делают одежду и верёвки.